# Командование экспедиционных войск Канады
Кома́ндование экспедицио́нных сил Кана́ды (англ. Canadian Expeditionary Force Command, фр. Commandement de la Force expéditionnaire du Canada) — оперативная составляющая Канадских вооружённых сил для действий за пределами Канады.
В октябре 2012 года Командование Канады, Командование экспедиционных войск Канады и Командование оперативной поддержки Канады были объединены в Командование совместных операций Канады.
Находясь в структуре Канадских вооружённых сил, Командование экспедиционных сил Канады являлось объединённым командованием, отвечающим за все международные операции Канадских вооружённых сил, за исключением операций, проводимых лишь подразделениями Командования войск специального назначения Канады.

## Операции
Командование Канады отвечало за внутренние операции, а Командование экспедиционных войск Канады объединяло под одним командованием морские, сухопутные и воздушные войска для проведения гуманитарных, миротворческих или боевых операций в любых регионах мира, где это требуется.
Командование экспедиционных войск Канады, штаб-квартира которого находилась в Оттаве, отвечало за образцовые объединённые учения и итоговую аттестацию личного состава для обеспечения его должной тренировки и готовности к проведению заграничных операций.